# Brando Gallesi
Brando Alonso Gallesi Camacho (Magdalena del Mar, Lima, 3 de noviembre de 2002) es un actor, bailarín, cantante y celebridad de Internet peruano, que se ha destacado en series de televisión, películas y obras de teatro nacionales.

## Trayectoria

### Inicios
Mientras estaba cursando en el colegio, Gallesi debutó en la televisión a los cuatro años cuando formó parte de un segmento del programa concurso Habacilar del canal América Televisión, bajo el nombre de Los pequeños angelitos en 2007 para más tarde, ser el jurado de la secuencia. Además, participó en el programa Qué vivan las mujeres de Red Global. 

### Carrera actoral
En 2010, ingresa a la actuación participando recurrentemente en la miniserie biográfica Eva. Además, fue incluido en la serie-documental Grau, caballero de los mares como Miguel Grau en su etapa de niñez.
Años después, en 2015 protagoniza, junto a Stefano Salvini, Emilio Noguerol y Gabriel Rondón, la adaptación local de la serie española Pulseras rojas, donde interpreta a Reinaldo «El imprescindible».
Entrando a la etapa de la adolescencia, fue incluido en el reparto de la película Django: Sangre de mi sangre como Salvador Hernández, el hijo del protagonista Orlando Hernández (Giovanni Ciccia), y antagonizó el film cómico infantil Hotel Paraíso en el papel del adolescente popular Nahel. 
Por otro lado, en teatro musical, protagonizó las obras Japan, el musical en 2021 y Billy Elliot en 2018 compartiendo en ambas junto a Thiago Vernal. 
Gallesi comienza una etapa de colaboraciones con la productora Michelle Alexander en 2020, incorporándose al elenco de la telenovela Dos hermanas, interpretando al estudiante de secundaria Brayan Ronceros.
Además, protagonizó junto a Ismael La Rosa la adaptación local de la obra El hijo en el año 2022 y al año siguiente, se suma al elenco de la película musical Locos de amor: Mi primer amor siendo previsto su estreno para 2024.

### Carrera musical
A la par con su faceta televisiva, en 2009 debuta en la música interpretando el cover del tema musical Contigo Perú.
Años después, en 2017 Gallesi se suma a la banda Quattro y lanzó al año siguiente el tema Loco loco.
En 2020, formó junto a su hermana menor Luana Gallesi el dúo musical Lubran. Como parte del estreno, lanzó su álbum debut bajo el nombre de Tu adiós, donde comprende el tema homónimo en colaboración con el cantante Alex Kemp, además del tema musical Una vez más.
En 2021, se suma al grupo musical Canella junto a los actores Ray del Castillo, Mariagracia Mora, Arianna Fernández, el cantante Dirk y su hermana Luana, donde realizó covers de algunas canciones de la música criolla y afroperuana.Contó con la presencia del compositor y músico Juan Carlos Fernández como director del conjunto.
En 2022, lanzó su tercer sencillo a dúo bajo el nombre de Mamacita, incluyendo un videoclip musical con Alexia Barnechea como protagonista. Además en ese año, lanza su cuarto sencillo titulado  Lo nuestro.

### Otras participaciones
A lo paralelo con su carrera en la actuación y la música, Gallesi integra desde el año 2021 el elenco artístico Concept House, la cual participa en diferentes secuencias con otras celebridades.
En 2024, formó parte del reality show El gran chef, donde fue el primer eliminado de la séptima temporada.
Se desempeña como director y gestor cultural de la escuela Itaka Films, dedicada a la enseñanza de niños a través del teatro, además de contar con otras figuras del medio como Paulina Bazán, Miguel Dávalos, Fiorella Luna, Carlos Thornton y Ekaterina Konysheva en la docencia.

## Vida personal
Nacido en el distrito de Magdalena del Mar de la capital Lima, el 3 de noviembre de 2002, es el hijo mayor del guitarrista Giacomo Gallesi y de la cantante de música criolla Rosalba Camacho. Realizó sus estudios escolares en el Colegio Saco Oliveros.[cita requerida]
Desde pequeño, sintió muy atraído por la música, al igual que su hermana menor. Como parte de su formación, comienza a recibir clases de canto y técnica vocal en la academia Tempo con el músico Rafael Reyes, para complementar con su carrera actoral.

## Filmografía

### Televisión

#### Programas de televisión
| Año  | Título                  | Rol      | Notas                                               | Emisión            | Ref.             |
| ---- | ----------------------- | -------- | --------------------------------------------------- | ------------------ | ---------------- |
| 2007 | Habacilar               | Él mismo | Participante de la secuencia Los pequeños angelitos | América Televisión | [cita requerida] |
| 2010 | Habacilar               | Él mismo | Participante de la secuencia Los pequeños angelitos | América Televisión |                  |
| 2007 | Lima limón              | Él mismo | Varios roles                                        | América Televisión | [cita requerida] |
| 2009 | ¡Qué vivan las mujeres! | Él mismo | Participante de la secuencia La pandilla de Ace     | Red Global         | [cita requerida] |
| 2018 | América noticias        | Él mismo | Invitado especial del bloque América espectáculos   | América Televisión | [cita requerida] |
| 2018 | El wasap de JB          | Él mismo | Invitado de la secuencia Yo si soy                  | Latina Televisión  |                  |
| 2024 | El gran chef famosos    | Él mismo | Participante (temporada 7)                          | Latina Televisión  | [ 16 ]           |

#### Series y telenovelas
| Año       | Título                       | Rol                                                   | Notas                                 | Emisión            | Ref.             |
| --------- | ---------------------------- | ----------------------------------------------------- | ------------------------------------- | ------------------ | ---------------- |
| 2010      | Eva                          | Amigo de Eva Ayllón                                   | Rol secundario                        | Frecuencia Latina  | [ 4 ]            |
| 2011-2012 | Ana Cristina                 | Niño                                                  | Rol principal                         | ATV                | [cita requerida] |
| 2012      | Corazón de fuego             | Niño                                                  | Rol principal                         | ATV                | [cita requerida] |
| 2013      | Grau, caballero de los mares | Miguel María Grau Seminario (niño)                    | Rol de participación especial         | América Televisión | [cita requerida] |
| 2015      | Pulseras rojas               | Reinaldo / «El imprescindible»                        | Rol protagónico                       | América Televisión | [ 5 ]            |
| 2015      | Ramírez                      |                                                       | Rol principal                         | América Televisión | [ 4 ]            |
| 2017      | El regreso de Lucas          | Toby Mezzonet                                         | Rol principal                         | América Televisión | [ 19 ]           |
| 2020-2021 | Dos hermanas                 | Brayan Ronceros Méndez                                | Rol principal                         | América Televisión | [ 18 ]           |
| 2022-2023 | Maricucha                    | Jair Romero / «El pulgas» / «Pulgas» / «Gato pulgoso» | Rol antagónico reformado              | América Televisión | [ 20 ] [ 21 ]    |
| 2025      | La rosa de Guadalupe Perú    | Iván                                                  | Protagonista (Episodio: «Amor ideal») | América Televisión |                  |
| 2025      | Nina de azúcar               | Simón Morán Garay                                     | Participación especial                | América Televisión |                  |

### Cine
| Año  | Título                        | Rol                                      | Notas                    | Ref.             |
| ---- | ----------------------------- | ---------------------------------------- | ------------------------ | ---------------- |
| 2014 | Sebastián                     | Nicolás                                  | Rol principal            | [ 4 ]            |
| 2014 | F-27                          | Roberto                                  | Rol principal            |                  |
| 2016 | Siete semillas                | David                                    | Rol coprotagónico        | [cita requerida] |
| 2017 | Níveo (Cortometraje)          | Julián                                   | Rol coprotagónico        | [ 22 ]           |
| 2017 | Once machos                   | Bruno                                    | Rol principal            |                  |
| 2018 | Django: Sangre de mi sangre   | Salvador Hernández / «El hijo de Django» | Rol principal            | [ 6 ]            |
| 2019 | Hotel Paraíso, la película    | Nahel                                    | Rol antagónico principal | [cita requerida] |
| 2019 | Django: En el nombre del hijo | Salvador Hernández                       | Rol protagónico          | [ 6 ]            |
| 2019 | Once machos 2                 | Bruno                                    | Rol principal            | [cita requerida] |
| 2024 | Chabuca                       | Julio Granados                           | Rol principal            | [ 17 ]           |
| 2025 | Locos de amor: Mi primer amor | Edú                                      | Rol protagónico          | [ 9 ] [ 23 ]     |

### Videoclips
| Año  | Título                 | Rol            | Notas                                                                                    | Ref.             |
| ---- | ---------------------- | -------------- | ---------------------------------------------------------------------------------------- | ---------------- |
| 2019 | «Peligro de extinción» | Chico de campo | Participación especial (interpretado por Farik Grippa y la banda musical Orquesta Bembé) | [cita requerida] |
| 2022 | «Coco y limón»         | Él mismo       | Participación especial (interpretado por Adriana Campos-Salazar)                         | [cita requerida] |
| 2022 | «Mamacita»             | Él mismo       | Intérprete (con Lubran)                                                                  | [cita requerida] |

## Teatro
| Año       | Título                 | Rol          | Notas                                       | Ref.             |
| --------- | ---------------------- | ------------ | ------------------------------------------- | ---------------- |
| 2013-2014 | El chico de Oz         |              | Rol principal                               | [cita requerida] |
| 2015      | Full monty             |              | Rol secundario                              | [ 24 ]           |
| 2018      | Billy Elliot           | Billy        | Rol protagónico Productora: Los Productores | [ 25 ]           |
| 2020-2021 | Japan, el musical      | Ramiro       | Rol protagónico                             | [ 7 ]            |
| 2021      | ¿Qué obra hacemos?     | Varios roles | Rol coprotagónico                           | [ 26 ]           |
| 2021      | Bicentenario           |              | Rol principal                               | [ 27 ]           |
| 2022      | La guerra de los sexos | Él mismo     | Rol principal                               | [ 28 ]           |
| 2022      | El hijo                | Nicolás      | Rol protagónico                             | [ 8 ]            |

## Discografía

### Discografía con Lubran
- 2020: «Tu adiós»
- 2020: «Aquí estoy»
- 2021: «Una y otra vez»[12]
- 2022: «Mejores amigos»
- 2022: «Mamacita»
- 2022: «Lo nuestro»[14]

### Discografía en solitario
- 2009: «Contigo Perú (cover)»

## Premios y nominaciones
| Año  | Premios                   | Categoría                | Trabajo      | Resultado | Ref.   |
| ---- | ------------------------- | ------------------------ | ------------ | --------- | ------ |
| 2021 | Premios El Oficio Crítico | «Mejor actor de reparto» | Bicentenario | Ganador   | [ 29 ] |